# Pinanga furfuracea
Pinanga furfuracea är en enhjärtbladig växtart som beskrevs av Carl Ludwig von Blume. Pinanga furfuracea ingår i släktet Pinanga och familjen Arecaceae.
Artens utbredningsområde är Sulawesi. Inga underarter finns listade i Catalogue of Life.